# Rhithrogena virilis
Rhithrogena virilis är en dagsländeart som beskrevs av Mcdunnough 1934. Rhithrogena virilis ingår i släktet Rhithrogena och familjen forsdagsländor. Inga underarter finns listade i Catalogue of Life.